# Großer Eutiner See
De Großer Eutiner See (Grote meer van Eutin) is een meer in de Holsteinische Schweiz in de Duitse deelstaat Sleeswijk-Holstein, ten noordoosten van de stad Eutin.
Het is 230 ha groot, is tot 17 m diep en ligt 26,7 m boven de zeespiegel.
Het westelijk deel, de Fissauer Bucht, wordt door de Bebensandbrücke van de rest van het meer afgescheiden. Het is ook in dat deel dat de Schwentine in- en uitstroomt. Vanaf hier is de Schwentine stroomopwaarts niet meer bevaarbaar.
Er zijn twee eilanden: het Liebesinsel (Liefdeseiland) en het Fasaneninsel (Fazanteneiland). Dit laatste vormt tevens het sluitstuk van een zichtas van de baroktuin van het kasteel van Eutin.
In die tuin ligt ook, direct aan de oever van het meer, een openluchttheater voor muziekuitvoeringen.